# 568
568(오백육십팔)은 567보다 크고 569보다 작은 자연수이다.

## 수학
- 합성수로, 그 약수는 1, 2, 4, 8, 71, 142, 284, 568이다. 진약수의 합은 512이므로, 568은 부족수다.
- 67 이하의 모든 소수의 합이다.[a]

## 과학
- ANSI에서 제정된 표준 UTP 케이블 규격 TIA/EIA-568

## 교통
- 568번 교토부도(일본어판)
- 568번 미에현도(일본어판)
- 568번 홋카이도도(일본어판)
- 568번 효고현도(일본어판)

## 문화재
- 대한민국의 보물 제568호: 윤봉길의사유품

## 기타
- 연도: 568년, 기원전 568년

### 내용주
1. ↑  2 + 3 + 5 + 7 + 11 + 13 + 17 + 19 + 23 + 29 + 31 + 37 + 41 + 43 + 47 + 53 + 59 + 61 + 67 = 568